# Дитя Африки
Дитя Африки (англ. The African Child, фр. L'Enfant noir) — автобиографический роман Камары Лейе на французском языке, опубликованный в 1953 году. Он повествует об истории маленького африканского ребёнка по имени Баба, выросшего в Гвинее. Роман получил литературную премию имени Шарля Вейона.
Он был переведён на английский язык Джеймсом Киркапом и Эрнестом Джонсом и опубликован в Соединённых Штатах издательством «Фаррар, Страус и Жиру» в 1954 году под названием The Dark Child («Тёмное дитя»). В Соединённом Королевстве этот перевод был опубликован в 1959 году под названием The African Child («Африканский ребёнок»).

## Экранизации
В 1995 году по мотивам романа был снят фильм «Чёрный ребенок» (L'Enfant noir). Многие из актёров фильма были родственниками Лейе.

## Критика
Сцены в начале романа, когда молодой рассказчик становится свидетелем того, как его отец работает с золотом, привлекли значительное внимание критиков из-за их духовного подтекста, а также из-за важности доуги — песни и танца, которые начинают исполнять гриоты после завершения работы.

## Публикации
- The Dark Child: The Autobiography of an African Boy (New York: Farrar, Straus and Giroux, 1954)
- The African Child (London: Fontana, 1959)